# La Commune (série télévisée)
Pour les articles homonymes, voir La Commune.
 (mai 2024).
Si vous disposez d'ouvrages ou d'articles de référence ou si vous connaissez des sites web de qualité traitant du thème abordé ici, merci de compléter l'article en donnant les références utiles à sa vérifiabilité et en les liant à la section « Notes et références ».
La Commune est une série télévisée dramatique française en huit épisodes de 52 minutes, créée par Abdel Raouf Dafri et diffusée entre le 26 novembre et le 17 décembre 2007 sur Canal+, et en Belgique sur Be Séries.

## Synopsis
La Commune détient tous les records en matière de chômage, trafic de stupéfiants et criminalité. Après vingt ans passés en prison, le charismatique leader musulman Isham Amadi décide de réintégrer son quartier d'origine où il retrouve son ami d'enfance, devenu le caïd local, Housmane Daoud. Les habitants de La Commune viennent d'apprendre que les immeubles vétustes dans lesquels ils résident seront rasés pour faire place à de nouveaux logements. Soupçonnant là une manœuvre des autorités pour nettoyer la cité de ses éléments les plus "nocifs", certains habitants, rassemblés autour d'Amadi, organisent la résistance. Mais derrière cet affrontement politico-médiatique se profile une guerre de territoire larvée et meurtrière : celle que se livrent les deux frères ennemis Daoud et Amadi, liés par un crime vieux de vingt ans...

## Distribution
- Francis Renaud : Isham Amadi
- Doudou Masta : Housmane Daoud
- Slimane Dazi : Lakhdar Sarida
- Tomer Sisley : Hocine Zemmouri
- Samira Lachhab : Zina Fikry
- Stefano Cassetti : Milan Bajïc
- Tahar Rahim : Yazid Fikry
- Adrien Ruiz : Joseph
- Angela Molina : Anita Rossi
- Patrick Descamps : Maurice Dubar
- Olivier Barthélémy : Denis Moreau
- Stéphane Debac : Alexandre Vincent
- Pascal Elso : Georges Gauthier
- Maher Kamoun : Ibrahim El Hadj
- Hicham Nazzal : Hafiz Mahmoud
- Biyouna : Hanifa Houbeyche
- Sonia Amori : Hosinia Zemmouri
- Alexandre Styker : Jérôme Caron
- Lassad Zouaghi : Bachir Zemmouri
- Alain Doutey : Jean-Baptiste Pietta
- Canaan Marguerite : Mohamed
- Coumba Baradji : Nadia Daoud
- Tassadit Mandi : Mère Fikry
- Philippe Clay : le sherpa
- Thierry René : Maître M'Beki
- Fabrice Lelyon : Lt. Yannick Bloome
- Jean-Pierre Gos : Patrick Caron
- Aymen Saïdi : Oufkir
- Armand Ghavamzadeh : Le nouveau-né
- Tony Mpoudja : Patrice Ossomba
- Sandra Rumolino : Gloria Rossi
- Younès Boucif : Hocine Zemmouri jeune

## Fiche technique
- Réalisateur : Philippe Triboit
- Scénariste : Abdel Raouf Dafri
- Producteur : Jean-François Boyer, Emmanuel Daucé
- Compositeur : Éric Neveux
- Producteur exécutif : Charline de Lépine
- Interdit aux moins de 16 ans

## Épisodes
1. Visite guidée
2. Chacun pour soi
3. Hérédités
4. Addictions
5. Compassion
6. Ainsi parlait Sun Tzu
7. All power to the people ?
8. Au nom du père

## Commentaires
Canal+ a décidé de ne pas reconduire la série pour une deuxième saison, faute d'audience suffisante malgré le succès d'estime. Cependant, la maison de production Tétra Média cherche un moyen de la produire, « pour répondre aux attentes d’un public fidèle ».

## Produits dérivés

### DVD
- La Commune : saison 1 (26 février 2008) (ASIN B0010XRC1Q)